# ناعومي سنيكوس
ناعومي سنيكوس (بالإنجليزية: Naomi Snieckus)‏ (من مواليد 24 فبراير 1974 في تورونتو، كندا) هي ممثلة وكوميدية كندية.

## روابط خارجية
- ناعومي سنيكوس على موقع IMDb (الإنجليزية)
- ناعومي سنيكوس على موقع قاعدة بيانات الفيلم (الإنجليزية)